# Luz (localidade bíblica)

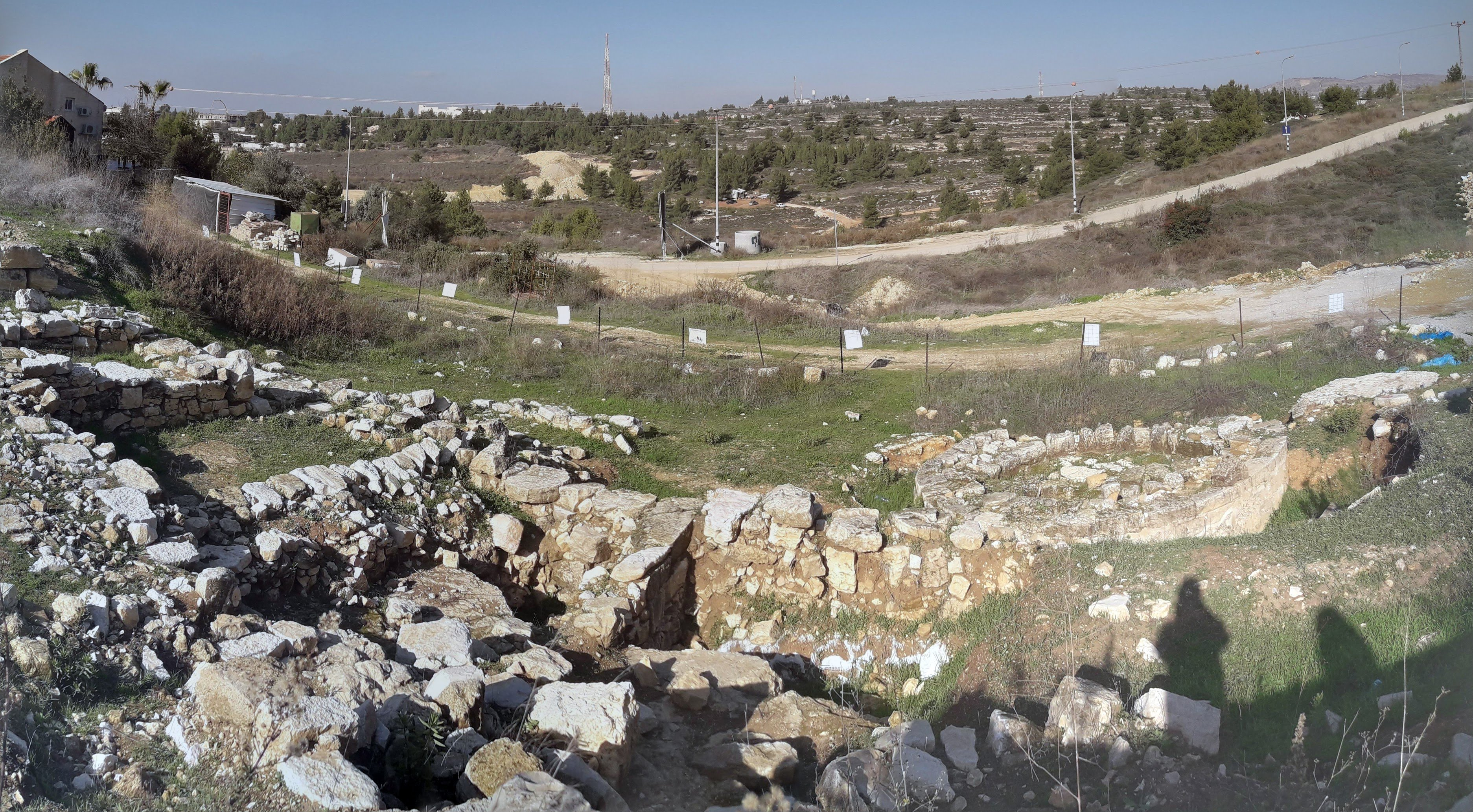
Uma fotografia da paisagem de Tel Luz que fica na moderna Beit El.

Luz é o nome de dois lugares na Bíblia.
Luz é o antigo nome da cidade real cananeia, conectada com Betel (Gênesis 28:19; Gênesis 35:6).  É discutido entre os estudiosos se Luz e Betel representam a mesma cidade - a primeira como o nome da antiga Canaã e a segunda como o nome em hebraico - ou se eram locais distintos próximos um do outro.
Luz também é uma cidade ao norte, fundada por "um homem que foi à terra dos heteus" (Juízes 1:26). É identificada por alguns com Luweiziyeh, 6.4 quilômetros a noroeste de Banias, nas colinas de Golã.